# ロナルド・ブラウン (ラグビー選手)
ロナルド・ブラウン（Ronald Brown、1995年9月9日 - ）は、南アフリカ共和国のラグビー選手。

## プロフィール
- 南アフリカケープタウン出身[1]。
- ポジションはフルバック(FB)。
- 身長 171cm、体重 72kg

## 略歴
2021年、東京五輪の7人制南アフリカ代表に選ばれた。